# ان‌جی‌سی ۳۳۴۴
ان‌جی‌سی ۳۳۴۴ (انگلیسی: NGC 3344) نام یک کهکشان در صورت فلکی شیر کوچک است.